# Phyllanthus lichenisilvae
Phyllanthus lichenisilvae är en emblikaväxtart som först beskrevs av Jacques Désiré Leandri och Jean-Henri Humbert, och fick sitt nu gällande namn av Petra Hoffm. och Mcpherson. Phyllanthus lichenisilvae ingår i släktet Phyllanthus och familjen emblikaväxter. Inga underarter finns listade i Catalogue of Life.